# Johan III van Neurenberg
Johan III van Neurenberg (circa 1369 - kasteel Plassenburg, Kulmbach, 11 juni 1420) was van 1398 tot 1420 burggraaf van Neurenberg en de eerste markgraaf van Brandenburg-Kulmbach. Hij behoorde tot het huis Hohenzollern. 

## Levensloop
Johan III was de oudste zoon van burggraaf Frederik V van Neurenberg en Elisabeth van Meißen, dochter van markgraaf Frederik II van Meißen. Na de dood van zijn vader in 1397 werd Johan III samen met zijn jongere broer Frederik VI burggraaf van Neurenberg.
Johan III en Frederik VI beslisten echter om het gebied van hun vader te verdelen. Op deze manier werd Johan III ook de eerste markgraaf van Brandenburg-Kulmbach en Frederik VI de eerste markgraaf van Brandenburg-Ansbach. In 1420 overleed hij zonder mannelijke nakomelingen, waarna het markgraaf Brandenburg-Kulmbach naar zijn jongere broer Frederik VI ging. 

## Huwelijk en nakomelingen
Rond het jaar 1381 huwde Johan III met Margaretha van Luxemburg (1371-1410), dochter van keizer Karel IV van het Heilige Roomse Rijk. Ze kregen een dochter:
- Elisabeth (1391-1429), huwde in 1412 met graaf Everhard III van Württemberg